# Dario Dumić
Dario Dumić (født 30. januar 1992, Sarajevo, Jugoslavien) er en professionel bosnisk fodboldspiller, som spiller for CD Eldense i den spanske Segunda División.

## Karriere
Dario Dumić startede i Roskilde-klubben Himmelev-Veddelev Boldklub, inden han rykkede til Hvidovre IFs ungdomsafdeling. I Himmelev var han en del af den succesrige årgang '92 og sammen med bl.a. Mads Hvilsom og Frederik Sørensen fejrede han store triumfer i klubben.

### Norwich City F.C.
Den 10. juli 2008 hentede den engelske Premier League-klub Norwich City F.C. ham til England, efter de igennem en længere periode havde været overvåget ham. 

### Brøndby IF
Efter ikke rigtigt at være slået igennem i Norwich kom han til Brøndby IF som U19-spiller i starten af 2010 og var en nøglefigur på det hold der i sæsonen 2010/2011 vandt det danske U19-mesterskab. 
Han blev efterfølgende rykket op i Superligatruppen og fik sin debut for Brøndby 23. august i en udekamp mod Silkeborg IF, da han blev skiftet ind i det 90. minut i 0-1-sejren ude. Den 4. november 2012 fik Dario Dumić sit første røde kort i Superligaen, da kan blev vist ud i en kamp imod Odense Boldklub på Brøndby Stadion.

### NEC
Den 19. januar 2016 blev det offentliggjort, at Dario Dumić blev udlejet til hollandske NEC Nijmegen frem til sommer 2016, hvilket samtidig er tidspunktet, hvor Dumić har kontraktudløb i Brøndby IF. I februar blev aftalen gjort permanent gældende fra lejeaftalens afslutning og deraf også hans kontrakt med Brøndby IF. Han skrev under på en treårig kontrakt.
Han scorede sit første mål for NEC den 3. marts 2016 mod SBV Vitesse.

### FC Utrecht
Den 10. juli 2017 skrev Đumić under på en fireårig kontrakt med den hollandske klub FC Utrecht for et ukendt transferbeløb.